# Praški simfonijski orkestar
Praški simfonijski orkestar (češ. Symfonický orchestr hlavního města Prahy FOK) je češki simfonijski orkestar iz grada Praga. Orkestar je poznat po pokrati "FOK" koji označava "Film-Opera-Koncert", označavajući time sva područja glazbe na kojima orkestar djeluje. Dirigent Rudolf Pekárek osnovao je orkestar 1934. Tijekom 1930-ih orkestar je sudjelovao u snimanju filmske glazbe za mnoge čehoslovačke filmove, a orkestar je svoje izvedbe često predstavljao i na Češkom radiju. Jedan od prvih popularizatora i promotora orkestra bio je češki skladatelj, dirigent i oboist Václav Smetáček, koji je bio umjetnički voditelj orkestra punih trideset godina (1942. – 1972.) Osim njega, na poziciji umjetničkog voditelja istaknuo se i Jiří Kout, koji je orkestrom ravnao od 2006. do 2013. godine. Sljedeće, 80. sezone, orkestrom je ravnao kineski dirigent Muhai Tang, koji je zbog srčanih problema orkestar vodio samo jednu sezonu. 2007. godine, Pietari Inkinen je kao gost dirignet prvi put ravnao orkestrom, a članovi orkestra su u listopadu 2014. odlučili da postaviti novim umjetničkim voditeljem (šefom dirigentom) orkestra.
Orkestar je putovao i održavao koncerte po Europi, Japanu i SAD-u, te je izdao i nekoliko zvučnih zapisa svojih izvedbi.

## Umjetnički voditelji
- Václav Smetáček  (1942. – 1972.)
- Ladislav Slovák (1972. – 1976.)
- Jindřich Rohan (1976. – 1977.)
- Jiří Bělohlávek (1977. – 1989.)
- Petr Altrichter (1990. – 1992.)
- Martin Turnovský (1992. – 1995.)
- Gaetano Delogu (1995. – 1998.)
- Serge Baudo (2001. – 2006.)
- Jiří Kout (2006. – 2013.)
- Muhai Tang (2013. – 2014.)
- Pietari Inkinen (2014. - )

## Vanjske poveznice
- (engl.) Službena stranica